# HIST1H2BH
HIST1H2BH‏ (Histone cluster 1 H2B family member h) هوَ بروتين يُشَفر بواسطة جين HIST1H2BH في الإنسان.